# 294 Felicija
294 Felicija (mednarodno ime 294 Felicia) je asteroid v glavnem asteroidnem pasu. 

## Odkritje
Asteroid je odkril francoski astronom Auguste Honoré Charlois ( 1864 – 1910) 15. julija 1890 v Nici.. 

## Lastnosti
Asteroid Felicija obkroži Sonce v 5,57 letih. Njegova tirnica ima izsrednost 0,245, nagnjena pa je za 6,3° proti ekliptiki. Njegov premer je 52,97 km .